# Chris Landreth
Chris Landreth (* 4. August 1961 in Hartford, Connecticut, USA) ist ein amerikanischer Regisseur von Animationsfilmen. Er arbeitet hauptsächlich in Kanada.

## Leben
Nachdem er an der University of Illinois studiert und dort 1986 seinen Master in theoretischer und angewandter Mechanik gemacht hatte, hatte er Schwierigkeiten, Arbeit zu finden, und arbeitete deshalb einige Jahre als Ingenieur für das amerikanische Militär. 1994 trat er dem kanadischen Animationsunternehmen Alias bei und experimentierte mit 3D-Software.
Landreth veröffentlichte 1995 den sechsminütigen Animationsfilm The End, in der der Regisseur sich selbst darstellt, während er den Film schafft und sich ein Ende für das Werk überlegt. The End war auf mehreren Festivals erfolgreich und wurde bei der Oscarverleihung 1996 als Bester animierter Kurzfilm nominiert. Es folgte 1998 der ungefähr vierminütige Kurzfilm Bingo, der ähnliche Aufmerksamkeit wie Landreths vorheriger Film erhielt. Darin geht es um einen Mann, der von Clowns terrorisiert wird und eingeredet bekommt, sein Name sei Bingo.
Im Jahr 2004 erschien der 14-minütige Animationsfilm Ryan, der ein Interview zeigt, das Landreth mit Ryan Larkin geführt hatte. Dieser war in den 1960er und 1970er Jahren ein erfolgreicher Trickfilmer, verlor wegen seiner Alkohol- und Drogensucht jedoch mit der Zeit seine Familie und wurde obdachlos. Ryan wurde mehrfach preisgekrönt, stand in der Gunst der Kritiker und gewann unter anderem den Oscar und die Goldene Nica.

## Filmografie
- 1995: The End
- 1998: Bingo
- 2004: Ryan
- 2009: The Spine
- 2013: Tricks des Unterbewusstseins (Subconscious Password)